# Anvin
Anvin es una comuna francesa situada en el departamento de Paso de Calais, en la región de Alta Francia.

## Demografía
| 604 | 615 | 587 | 639 | 666 | 741 | 726 |
| Para los censos de 1962 a 1999 la población legal corresponde a la población sin duplicidades (Fuente: INSEE [Consultar]) |     |     |     |     |     |     |